# Râle concolore
Amaurolimnas concolor
Genre
Espèce
Statut de conservation UICN

 LC  : Préoccupation mineure
Le Râle concolore (Amaurolimnas concolor) est une espèce d'oiseaux de la famille des Rallidae. C'est la seule espèce du genre Amaurolimnas.

## Répartition
Son aire s'étend de manière dissoute à travers les régions humides d'Amérique latine : de l'État de Veracuz (Mexique) à l'État de São Paulo (Brésil).

## Sous-espèces
Il existe deux sous-espèces :
- Amaurolimnas concolor guatemalensis (Lawrence, 1863), du Mexique en Equateur ;
- Amaurolimnas concolor castaneus (Pucheran, 1851), au Venezuela, dans les Guyanes, au Brésil au Pérou et en Bolivie.

Une troisième sous-espèce, Amaurolimnas concolor concolor, endémique de Jamaïque, s'est éteinte à la suite de l'introduction de mangoustes dans le pays à la fin du XIXe siècle.

## Habitat
Son cadre naturel de vie est les forêts subtropicales ou tropicales humides de plaine, les zones de marais et les forêts anciennes fortement dégradées.